# Görömböly

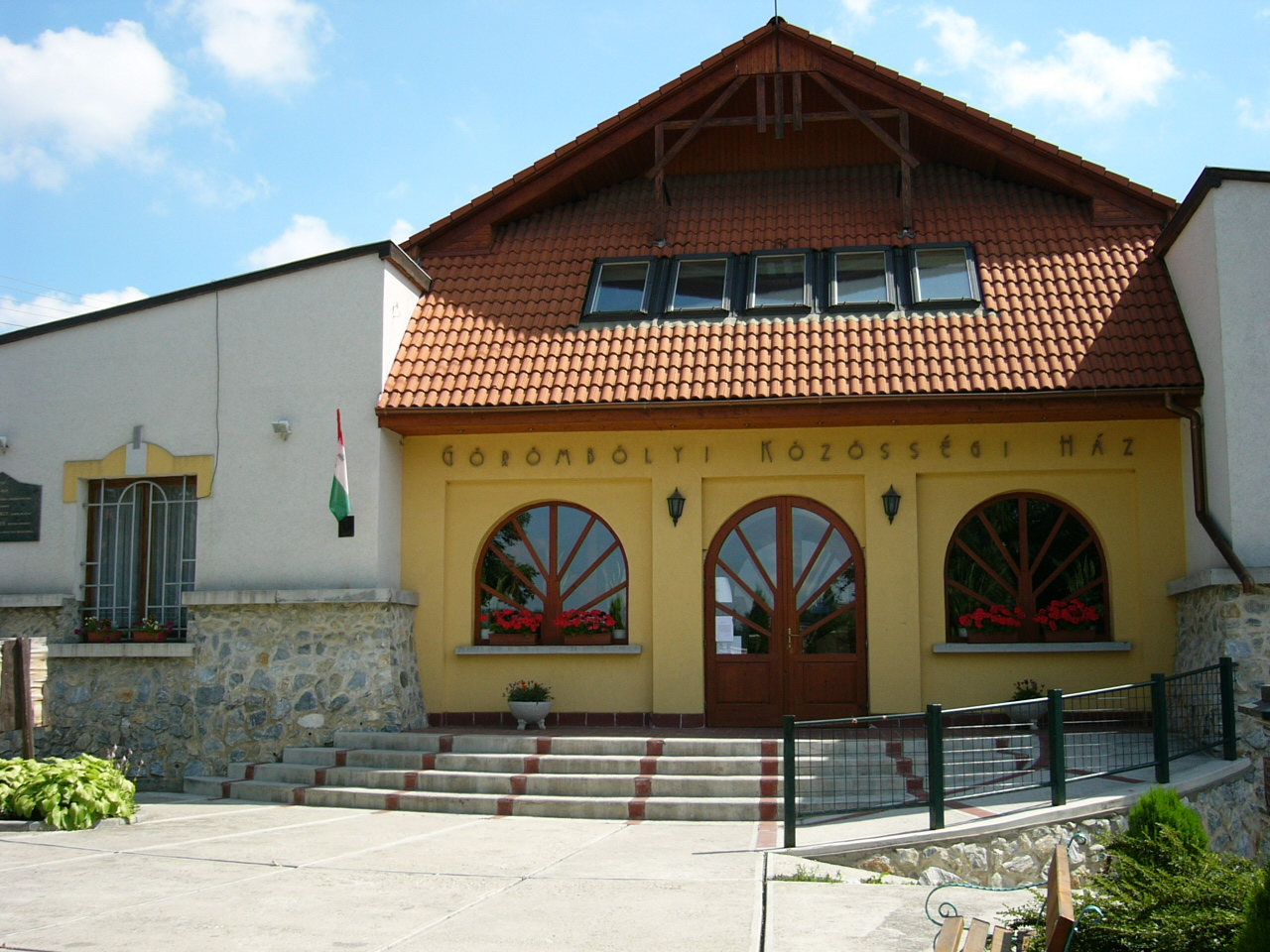
Kollektivhallen i Görömböly

Görömböly är en tidigare egen ort, i dag en del av Miskolc i Ungern. Görömböly blev ansluten till Miskolc år 1950. Tidigare tillhörde semesterplatsen Miskolctapolca Görömböly.
Görömböly omnämns första gången 1365, i en gåva till Kung Sigismund som donerade platsen till Balassafamiljen och klostret av Tapolca.
Den 24 juli 1849 under frihetsrevolutionen stred den ungerska armén (ledd av Ernő Pöltenberg) och den ryska armén (ledd av Tsjeodajev) på fältet mellan Görömböly och Mályi.